# Tågvakt
Tågvakt var i Stockholms tunnelbana  en av ombordpersonalen, vars huvudsakliga uppgift var att sköta dörröppning och dörrstängning. 
Sedan 1980 är alla tåg i Stockholms tunnelbana enmansbetjänade.